# Ammothella longipes
Ammothella longipes är en havsspindelart som först beskrevs av Hodge, G. 1864.  Ammothella longipes ingår i släktet Ammothella och familjen Ammotheidae. Inga underarter finns listade i Catalogue of Life.